# Больше никогда
«Больше никогда» (англ. «Never Again») — 13-й эпизод 4-го сезона сериала «Секретные материалы». Премьера состоялась 2 февраля 1997 года на телеканале FOX. Эпизод принадлежит к типу «монстр недели» и никак не связан с основной «мифологией сериала», заданной в первой серии. Режиссёр — Роб Боумэн, авторы сценария — Глен Морган и Джеймс Вонг, приглашённые звёзды — Родни Роулэнд, Джоди Фостер.
В США серия получила рейтинг домохозяйств Нильсена, равный 13, который означает, что в день выхода серию посмотрели 21,36 миллиона человек.
Главные герои серии — Фокс Малдер (Дэвид Духовны) и Дана Скалли (Джиллиан Андерсон), агенты ФБР, расследующие сложно поддающиеся научному объяснению преступления, называемые Секретными материалами.

## Сюжет
В данном эпизоде Скалли без Малдера расследует дело Пудовкина — участника русской мафии, по мнению Малдера, имеющего отношение к НЛО, упавшему в Карелии. В русском квартале Филадельфии она встречает некого Эда Джерса, который за день до этого, разведясь и напившись в баре, сделал себе татуировку в виде девушки в стиле пин-ап с подписью «Больше никогда», которая неожиданным образом овладевает разумом Эда и не хочет делить его с понравившейся Эду агентом Скалли.